# Las Meninas
A Las Meninas (magyarul: Az udvarhölgyek), vagy más néven IV. Fülöp családja (spanyolul: La familia de Felipe IV), Diego Velázquez leghíresebb festménye, amelyet 1656-ban alkotott. A festmény Madridban, a Museo del Prado képtárában látható. Komplex kompozíciója révén a mű a nyugati festőművészet egyik legszélesebb körben kommentált és elemzett alkotása.
A festmény IV. Fülöp spanyol király palotájának egy termét ábrázolja. A szalon korábban a trónörökös, a fiatalon elhunyt Baltazár Károly asztúriai herceg rezidencia mellett található, amit az ifjú 1646-os halála után Velázquez műtermévé alakították át. A mű központi alakja az öt esztendős Margit Terézia infánsnő, akit udvarhölgyekből álló kísérete vesz körül, testőrével, két törpével és egy kutyával együtt.
A kép bal oldalán magának a festőnek, Velázqueznek az alakja látható, aki hatalmas vásznán dolgozik, ami mögött elnéz, így olyan hatást kelt, mintha közvetlenül a festményt szemlélőre tekintene. A Velázquez mögött található tükrön IV. Fülöp király és Mária Anna királyné alakja tükröződik vissza a készülő festményről, vagy más vélemények szerint a királyi pár valahol ott helyezkedik el, ahol a festményt szemlélő is, és alakjuk onnan látható a tükörben.
A mű a nyugati festészet egyik legszélesebb körben elemzett alkotásává vált összetett és rejtélyes kompozíciójával, mivel bizonytalan és sok kérdést felvető kapcsolatot teremt a szemlélő és a megfestett alakok között. Az ábrázolt személyek egy része egymással, míg másik részük a festményt szemlélővel kerül kapcsolatba. A Las Meninas-t a művészettörténet egyik legjelentősebb alkotásaként tartják számon, Luca Giordano barokk művész a „festészet teológiájának” nevezte, míg Sir Thomas Lawrence, a Királyi Művészeti Akadémia elnöke a „művészet valódi filozófiájaként” hivatkozott rá.